# Henri Victor Regnault
Henri Victor Regnault (nascut el 21 de juliol de 1810 a Aquisgrà, actualment Alemanya, i traspassat el 19 de gener de 1878 a Auteuil, França), va ser un químic i físic francès conegut per les seves mesures de les propietats tèrmiques dels gasos. Va ser un dels primers químico-físics i va ser mentor de William Thomson, Lord Kelvin en la dècada dels 1840.

## Biografia
Es va traslladar a París després de la mort dels seus pares a l'edat de vuit anys. Allà, va treballar per una empresa de tapisseria fins que en va tenir divuit. El 1830, va ser admès a l'École polytechnique, i, el 1832 es va graduar a l'École des Mines.
Va treballar sota la direcció de Justus von Liebig a Gießen, on va dedicar-se a la química orgànica. Després va ser nomenat professor de química a la Universitat de Lió. El 1836 va ser assistent de Joseph-Louis Gay-Lussac a l'École polytechnique i el 1840 va passar a ocupar el càrrec de Gay-Lussac. El 1841, es va convertir en un professor de Física al Col·legi de França. Les seves investigacions sobre els gasos van portar-lo a la concessió de la Medalla Rumford de la Royal Society de Londres i el nomenament com a Enginyer en cap de Mines. El 1854 fou nomenat director de la fàbrica de porcellana de Sèvres on va continuar el treball sobre les propietats tèrmiques de la matèria. El 1869 va rebre la Medalla Copley de la Royal Society i el 1875 la Medalla Matteucci de l'Acadèmia de ciències italiana.
El 1871, durant les hostilitats de Guerra francoprussiana el seu laboratori a Sèvres va ser destruït i el seu fill Alex Georges Henri Regnault, pintor de reconegut prestigi, va ser occit. Es va retirar de la ciència l'any vinent, mai es va recuperar d'aquestes pèrdues.
El cràter homònim de la Lluna li deu el seu nom. Alguns han suggerit que l'ús de la R per denotar la constant dels gasos ideals (R = 8,314 41 J/(mol·K) = 0,082 atm·l/(mol·K)) és en el seu honor.

## Obra
Treballant sota la direcció de Justus von Liebig a Gießen, Regnault es va distingir en el camp emergent de la química orgànica per la síntesi de diversos hidrocarburs clorats: clorur de vinil o cloroetè (1831), policlorur de vinil o PVC, dicloroetè, tricloroetè i tetraclorur de carboni (1839). A partir de 1843, va començar una àmplia compilació de taules numèriques en les propietats del vapor, que varen ser publicades el 1847.
Regnault va realitzar un acurada redeterminació de les calors específiques de molts del compostos sòlids, líquids i gasos, i dels elements químics coneguts en aquell moment. Va investigar l'expansibilitat dels gasos per la calor, va determinar el coeficient d'expansió de l'aire, i va demostrar que, contràriament a l'opinió vigent, no hi havia dos gasos amb el mateix coeficient d'expansió. Mitjançant nombrosos experiments molt precisos va demostrar que la llei de Boyle només és una aproximació, i que els gasos que són més fàcilment liquables són els que divergeixen més d'ella.
Regnault realitzà anàlisis de mostres d'aire d'arreu del món i va descobrir que la composició era idèntica a totes parts, amb un 21% d'oxigen. També determinà la velocitat del so dins l'aire i va obtenir un valor de 332 m/s a 0 °C.
Va estudiar tot el tema de la termometria crítica; va presentar l'ús d'un precís termòmetre d'aire, i la seva comparació amb les indicacions d'un termòmetre de mercuri, amb la determinació absoluta de la dilatació del mercuri per la calor, com un pas en el procés. També va dissenyar d'altres instruments: un calorímetre d'aigua i un higròmetre en el qual la superfície d'un metall refredat s'utilitza per al dipòsit de la humitat.
Regnault va ser també un àvid aficionat a la fotografia. Va introduir l'ús de l'àcid pirogal·lic i va ser un dels primers fotògrafs a utilitzar els negatius de paper. El 1854, es va convertir en el president fundador de la Société Française de Photographie.

### Obres
- Cours élémentaire de chimie : à l'usage des facultés, des établissements d'enseignement secondaire, des écoles normales et des écoles industrielles Vol. 1, 1868.
- Cours élémentaire de chimie : à l'usage des facultés, des établissements d'enseignement secondaire, des écoles normales et des écoles industrielles Vol. 2, 1869.
- Cours élémentaire de chimie : à l'usage des facultés, des établissements d'enseignement secondaire, des écoles normales et des écoles industrielles Vol. 3, 1869.
- Cours élémentaire de chimie : à l'usage des facultés, des établissements d'enseignement secondaire, des écoles normales et des écoles industrielles Vol. 4, 1869.
- Premiers éléments de chimie, 1861.